# Schoonspringen op de Olympische Zomerspelen 1968
Schoonspringen is een van de sporten die beoefend werden tijdens de Olympische Zomerspelen 1968 in Mexico-Stad.

## Heren

### 3 m plank
| rang   | sporter           | land | punten |
| ------ | ----------------- | ---- | ------ |
| Goud   | Bernard Wrightson | USA  | 170.15 |
| Zilver | Klaus Dibiasi     | ITA  | 159.74 |
| Brons  | James Henry       | USA  | 158.09 |
| 4      | Luis Niño         | MEX  | 155.71 |
| 5      | Giorgio Cagnotto  | ITA  | 155.70 |
| 6      | Keith Russell     | USA  | 151.75 |
| 7      | Tord Anderson     | SWE  | 151.50 |
| 8      | Donald Wagstaff   | AUS  | 150.18 |

### 10 m torenspringen
| rang   | sporter          | land | punten |
| ------ | ---------------- | ---- | ------ |
| Goud   | Klaus Dibiasi    | ITA  | 164.18 |
| Zilver | Alvaro Gaxiola   | MEX  | 154.49 |
| Brons  | Edwin Young      | USA  | 153.93 |
| 4      | Keith Russell    | USA  | 152.34 |
| 5      | José Robinson    | MEX  | 143.62 |
| 6      | Lothar Matthes   | GDR  | 141.75 |
| 7      | Luis Niño        | MEX  | 141.16 |
| 8      | Giorgio Cagnotto | ITA  | 138.89 |

## Dames

### 3 m plank
| rang   | sporter          | land | punten |
| ------ | ---------------- | ---- | ------ |
| Goud   | Sue Gossick      | USA  | 150.77 |
| Zilver | Tamara Pogosjeva | URS  | 145.30 |
| Brons  | Keala O'Sullivan | USA  | 145.23 |
| 4      | Micki King       | USA  | 137.38 |
| 5      | Ingrid Gulbin    | GDR  | 135.82 |
| 6      | Vera Baklanova   | URS  | 132.31 |
| 7      | Beverly Boys     | CAN  | 130.31 |
| 8      | Jelena Anokhina  | URS  | 129.17 |

### 10 m torenspringen
| rang   | sporter               | land | punten |
| ------ | --------------------- | ---- | ------ |
| Goud   | Milana Duchková       | TCH  | 109.59 |
| Zilver | Natalja Lobanova      | URS  | 105.14 |
| Brons  | Ann Peterson          | USA  | 101.11 |
| 4      | Beverly Boys          | CAN  | 97.97  |
| 5      | Bogusława Pietkiewicz | POL  | 95.28  |
| 6      | Regina Krause         | FRG  | 93.08  |
| 7      | Keiko Osaki           | JPN  | 93.08  |
| 8      | Nancy Robertson       | CAN  | 90.66  |

## Medaillespiegel
| rang   | land              | goud | zilver | brons | totaal |
| ------ | ----------------- | ---- | ------ | ----- | ------ |
| 1      | Verenigde Staten  | 2    | 0      | 4     | 6      |
| 2      | Italië            | 1    | 1      | 0     | 2      |
| 3      | Tsjecho-Slowakije | 1    | 0      | 0     | 1      |
| 4      | Sovjet-Unie       | 0    | 2      | 0     | 2      |
| 5      | Mexico            | 0    | 1      | 0     | 1      |
| totaal | totaal            | 4    | 4      | 4     | 12     |